# Distretto di Prudnik
Il distretto di Prudnik (in polacco powiat prudnicki) è un distretto polacco appartenente al voivodato di Opole.

## Geografia antropica

### Suddivisioni amministrative
Il distretto comprende 4 comuni.
- Comuni urbano-rurali: Biała, Głogówek, Prudnik
- Comuni rurali: Lubrza